# Zanclea cubensis
Zanclea cubensis is een hydroïdpoliepensoort uit de familie van de Zancleidae. De wetenschappelijke naam van de soort werd in 2012 gepubliceerd door Varela.